# Дует

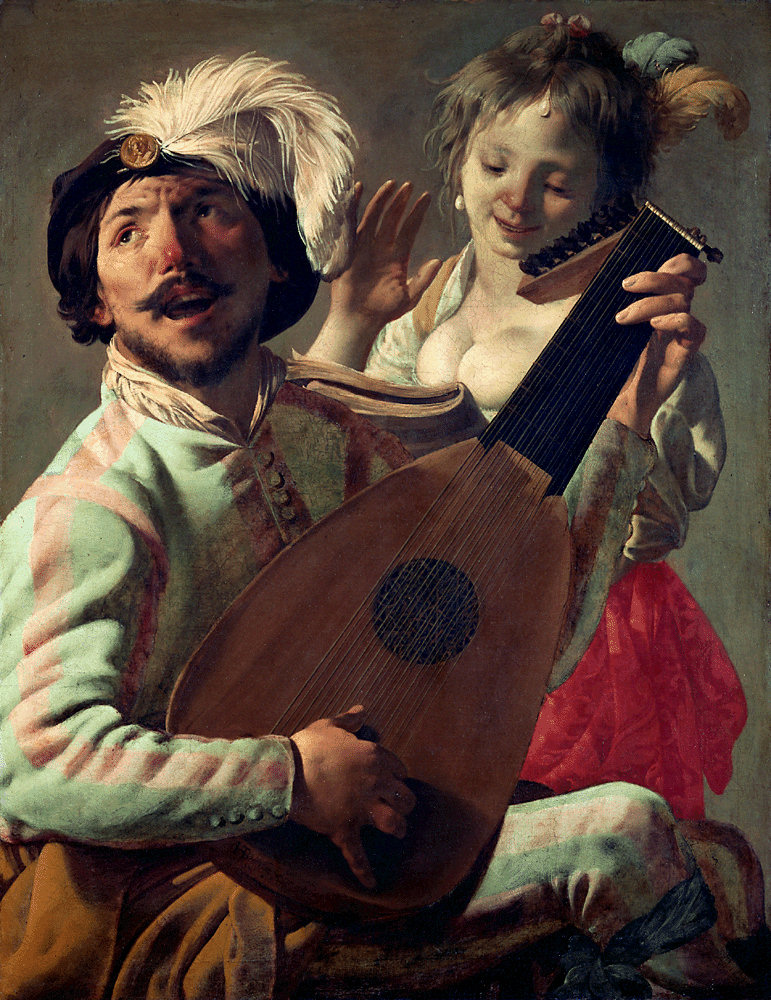
Худ. Хендрік Тербрюгген, картина «Дует», 1628 р. Лувр, Париж.

Дуе́т (італ. duetto, від італ. і лат. duo — два), також рідк. двоспів — вокальна чи інструментальна п'єса для двох голосів або інструментів, а також саме виконання музичного твору парою співаків або музикантів. На сьогодні поняття дует вийшло за межі музичної термінології, так називають сталу співпрацю двох людей (наприклад, сценариста й режисера кіно, двох акторів)
Прикладом партії для двох голосів є французька дитяча пісенька, широко відомий музичний багатоголосий твір, канон (один голос повторює інший, вступаючи пізніше нього) Брате Жаку. Дуети набули надзвичайного поширення в опері. Незмінно популярним є комічний «Дует кішечок для двох сопрано» Джоакіно Антоніо Росіні.
 Знаменитими в вітчизняній музичній традиції є дует Карася та Одарки в опері «Запорожець за Дунаєм».

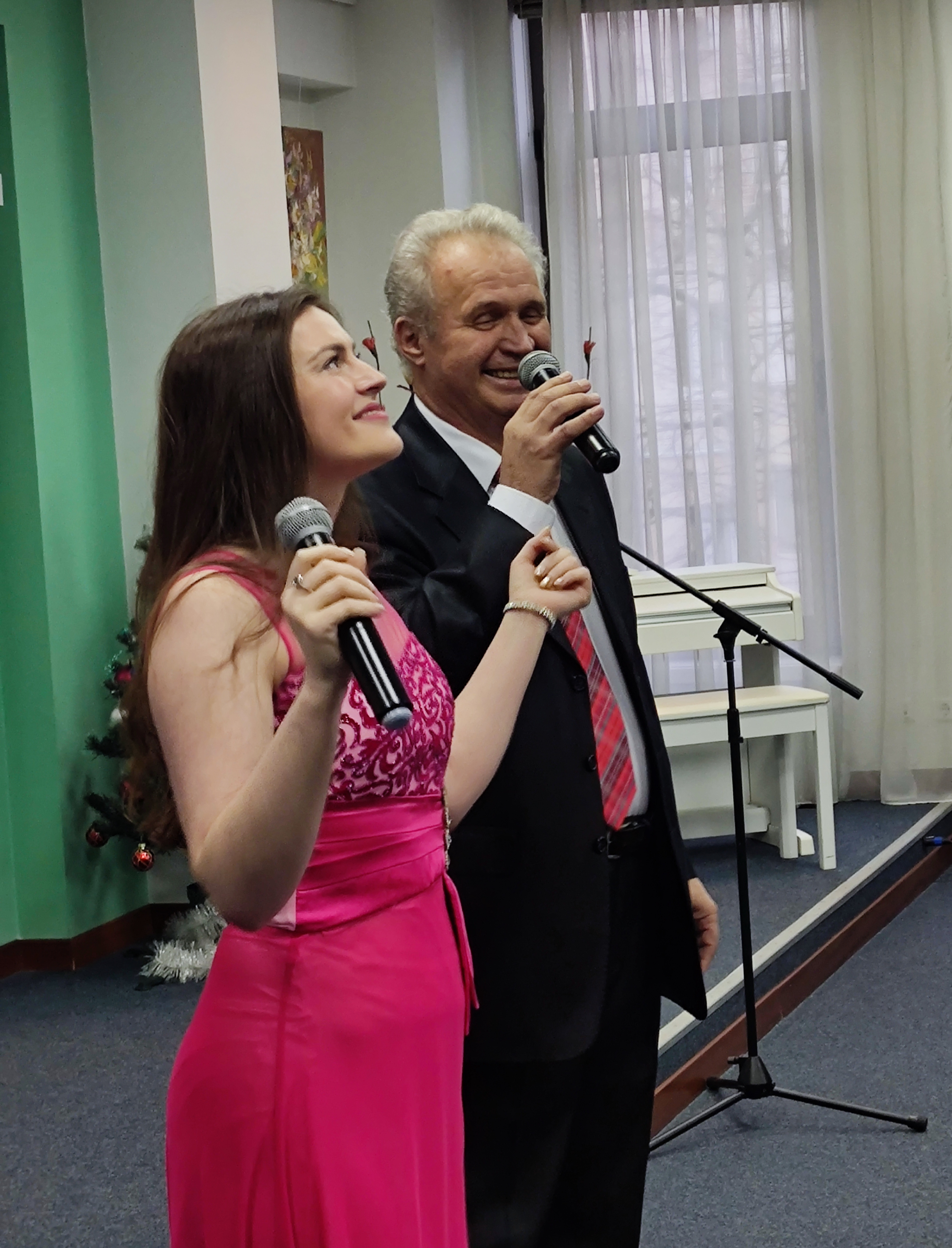
Віктор Кавун і Влада Чайка, січень 2023

Популярна музика знає приклади сталих, часто сімейних дуетів (Сестри Беррі). В українській пісенній традиції є приклади Софії та Ауріки Ротару, Сестер Тельнюк.
 В масовій культурі ХХ сторіччя виконання пісень дуетом часто-густо стає «іміджевим ходом», до якого вдаються «зірки» для привернення все більшої уваги до себе. Водночас деякі спільні виступи стають справжніми культурними Подіями. Як, наприклад, виконання пісні Barcelona та запис однойменного спільного альбому Фреді Мерк'юрі та Монсерат Кабальє.